# منزل مصری
منزل مصری مربوط به دوره قاجار - دوره پهلوی است و در سنندج، میدان مادر، بلوار ۲۸ دی واقع شده و این اثر در تاریخ ۱۵ اسفند ۱۳۸۵ با شمارهٔ ثبت ۱۸۰۰۴ به‌عنوان یکی از آثار ملی ایران به ثبت رسیده است.